# 讷韦尔城市公共交通
讷韦尔城市公共交通（法語：Transport en commun de Nevers）是法国中部城市讷韦尔（法語：Nevers）的城市公共交通系统，其商业名称为“taneo”。

## 历史
讷韦尔最早的公共交通线路出现于1945年，仅有一条连接讷韦尔市区和普格莱欧的线路，该线路于1976年停运。1978年，讷韦尔市政府重新开启了讷韦尔的城市公共交通，并在市政府内部成立直管运营部门。2007年，讷韦尔市政府决定下放线路运营权，经过招标后凯奥雷斯最终获胜，并于2014年再次延长了合同期限。2015年，讷韦尔的所有公交线路车辆均安装上了乘客信息系统（SAEIV）。

## 组织

### 运营
讷韦尔城市公共交通现由凯奥雷斯（法語：Keolis）负责提供人员配置并运营，而车辆则归讷韦尔城市圈公共社区所有。

### 财政
讷韦尔城市公共交通的财政管理由讷韦尔城市圈公共社区负责财政，其财政来源包括3部分：
- 地方财政支出，即讷韦尔城市圈公共社区本身。2018年，讷韦尔用于交通方面的支出约为662万欧元[2]。
- 交通财政转移（Versement du transport），其财政来源为企业财政征收（Prélèvement）。2018年，讷韦尔地区的交通财政转移征税率为0,8%，总额约为460万欧元。
- 商业收入，即车票等。

讷韦尔城市公共交通系统尚未获得国家直接补助。

## 设施
截止2019年6月，讷韦尔城市公共交通系统共有普通线路10条（其中干线公交2条，普通公交8条）、定制公交线路4条、校车线路十余条，共有42辆普通公共汽车。

## 线路
讷韦尔城市公共交通的线路网覆盖13个市镇，其中常规公交线可覆盖10个市镇。

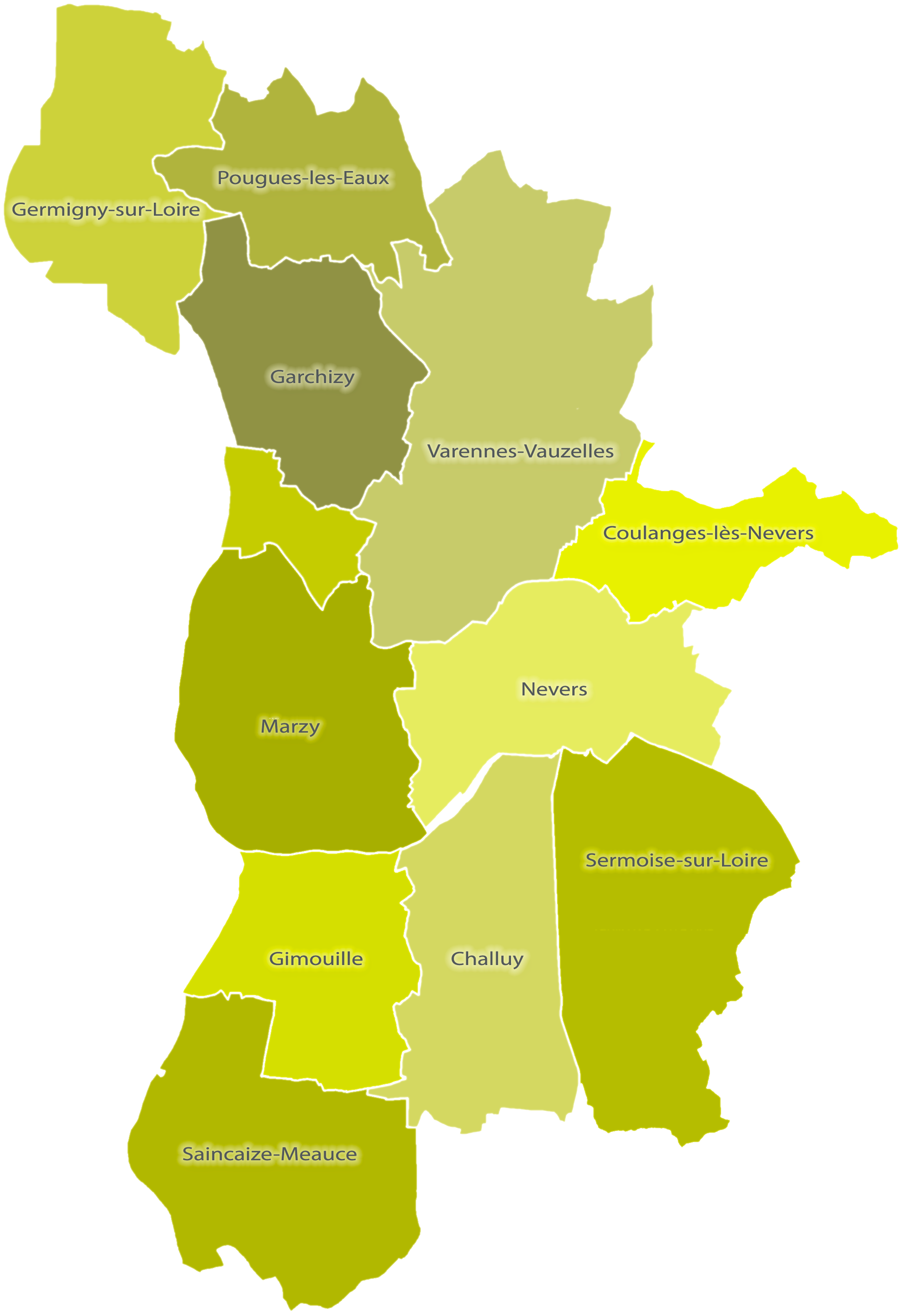
讷韦尔城市圈公共社区地图

## 票价
讷韦尔城市公共交通的车票系统包括两大类型：单次车票和公交卡。

### 单次车票
讷韦尔城市公共交通的单次车票为不记名的一次性纸质车票，包括单次卡、双次卡和10次卡，在售票处在公交车司机处购买，单次卡价格为1.25欧元，双次和10次则略有优惠。单次车票在插卡后一小时内可无限次换乘。

### 公交卡
讷韦尔的公交卡包含多种类型，包括公共卡（所有人均可办理和使用）、学生卡、老年卡等，办理时需实名登记并出示相关证件。普通的公交卡可在指定的时间段内无限次乘坐讷韦尔城市公共交通下属的所有线路。

## 图集

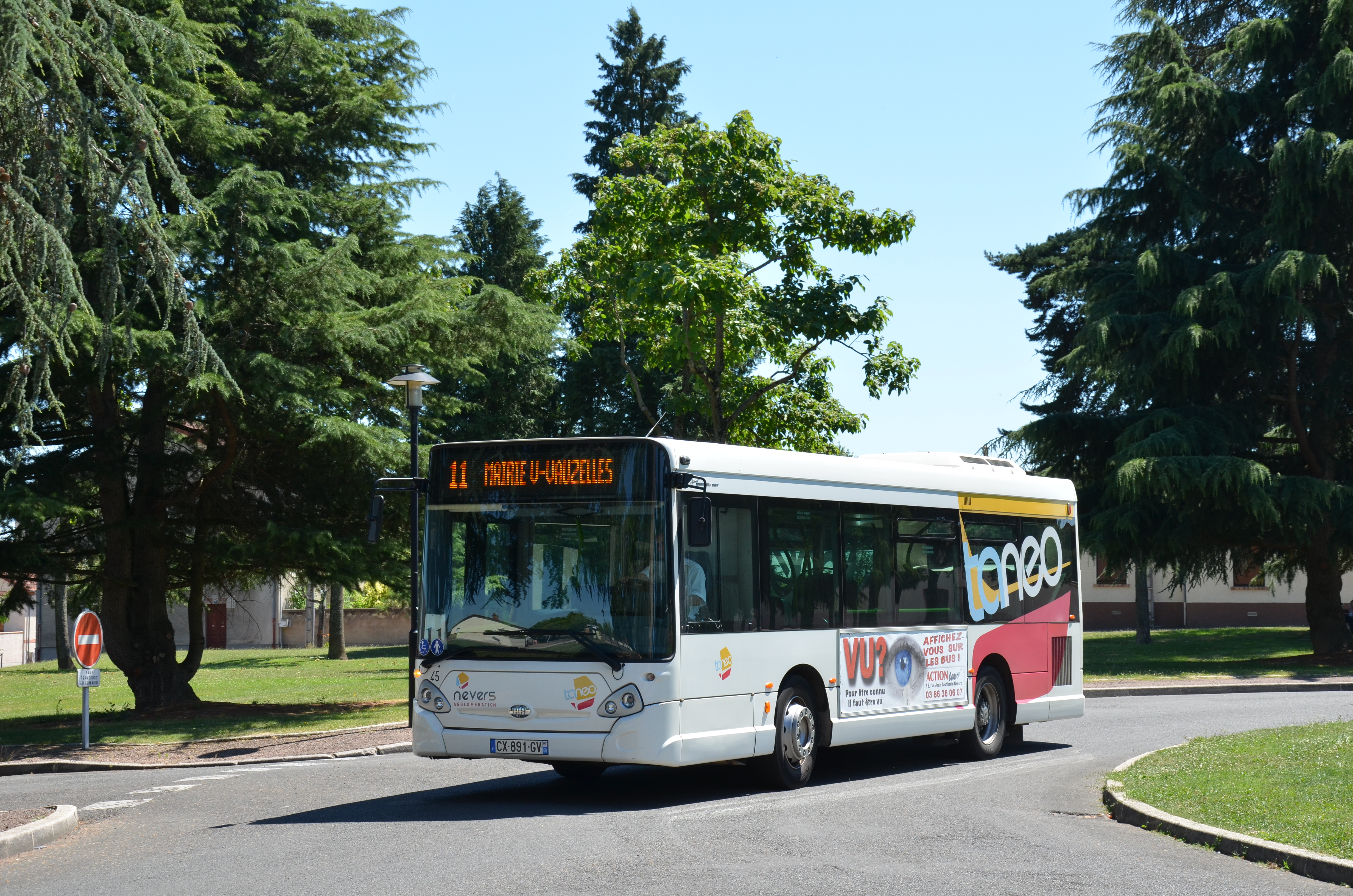
讷韦尔公交11路
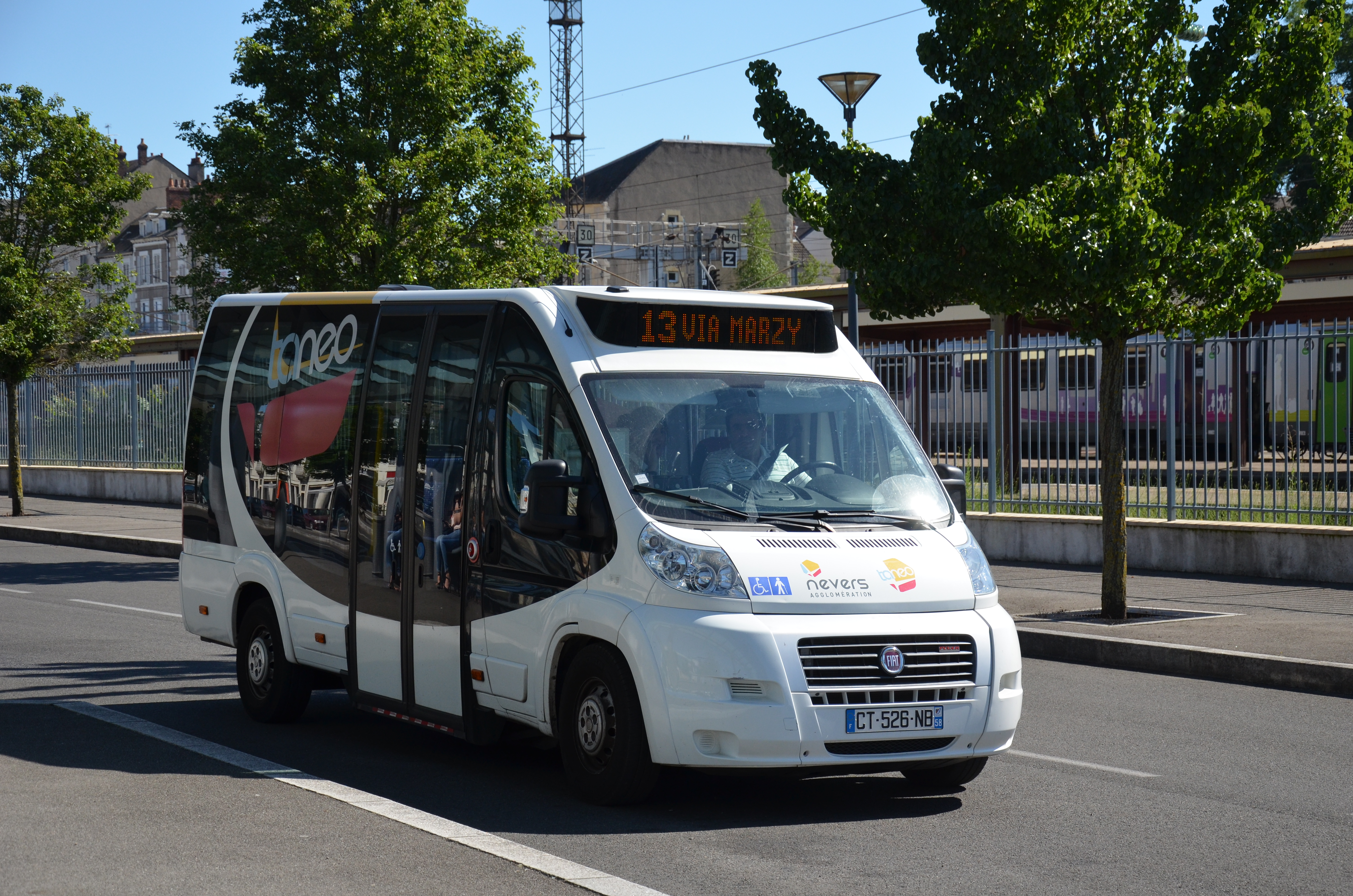
讷韦尔公交13路
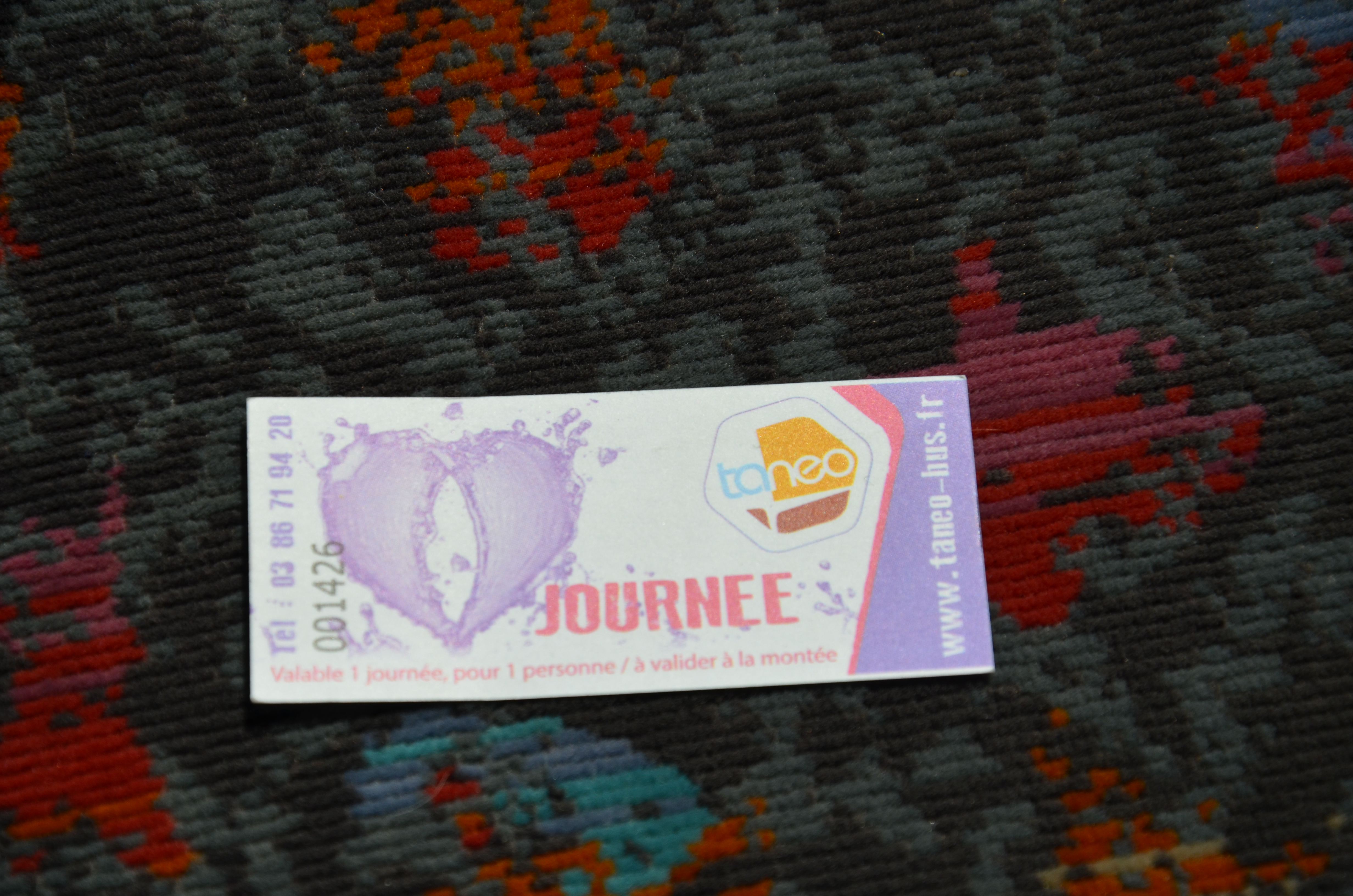
讷韦尔公交单次车票